# Jugendstrafvollzugsgesetze

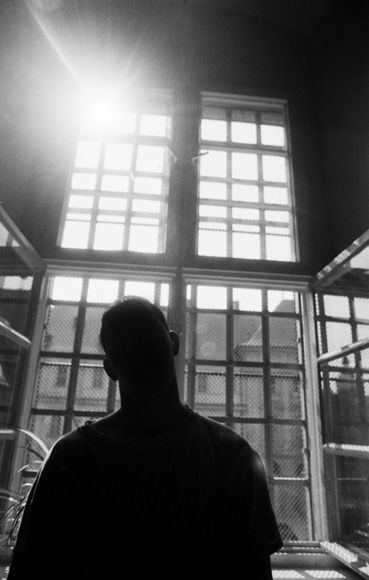
Symbolbild eines inhaftierten Menschen

In Deutschland sind die Jugendstrafvollzugsgesetze der Länder Rechtsgrundlage für den Vollzug der Jugendstrafe.

## Geschichte
Wie im Falle des Erwachsenenstrafvollzugs galt es lange Zeit als unnötig, den Jugendstrafvollzug gesetzlich näher zu regeln. Im Jugendgerichtsgesetz (JGG) waren vor dem 1. Januar 2008 die Aufgaben des Jugendstrafvollzuges definiert (§ 91 JGG a.F.) und der Jugendstrafvollzug in eigenen Jugendstrafanstalten vorgesehen (§ 92 JGG a.F.). Weitere gesetzliche Regelungen ergaben sich aus §§ 114, 115 JGG, §§ 43 – 52, §§ 94 – 101, §§ 176, 178 StVollzG sowie § 23 Abs. 1 Satz 2 EGGVG und ergänzenden Verwaltungsvorschriften.
Spätestens seit der Entscheidung des Bundesverfassungsgerichts vom 14. März 1972 zur Verfassungswidrigkeit eines nicht gesetzlich geregelten Strafvollzuges und der Schaffung eines Strafvollzugsgesetzes für Erwachsene begann eine Diskussion über die Notwendigkeit eines Jugendstrafvollzugsgesetzes. Eine Jugendstrafvollzugskommission tagte unter dem Vorsitz von Alexander Böhm und produzierte einen Entwurf, der jedoch trotz mehrerer Anläufe des Bundesministeriums der Justiz niemals Gesetz wurde.
Am 31. Mai 2006 kam es zu einer Entscheidung des Bundesverfassungsgerichts in dieser Frage. Das Bundesverfassungsgericht stellte klar, dass auch hier ein verfassungswidriger Zustand herrsche und verlangte vom Gesetzgeber die Schaffung einer Rechtsgrundlage bis zum Ende des Jahres 2007. Zugleich machte das Gericht eine Reihe von inhaltlichen Vorgaben, welche bei der Gesetzgebung zu berücksichtigen sind.

## Auswirkungen der Föderalismusreform
Durch die Föderalismusreform hat jedes einzelne Bundesland die Gesetzgebungshoheit für den Jugendstrafvollzug (ebenso wie für den Erwachsenenstrafvollzug und den Vollzug der Untersuchungshaft). Dabei gibt es drei Modelle: das reine Jugendstrafvollzugsgesetz (zum Beispiel Baden-Württemberg), das Strafvollzugsgesetz mit einem Abschnitt über Jugendstrafvollzug (zum Beispiel Bayern, Hamburg) und schließlich das Justizvollzugsgesetz mit Abschnitten über Jugendvollzug und über Untersuchungshaft (zum Beispiel Niedersachsen). Eine Arbeitsgruppe von neun Bundesländern hat einen gemeinsamen Modellentwurf für ein reines Jugendstrafvollzugsgesetz hergestellt. Aber auch diese Bundesländer werden nicht alle Vorschriften des Modellentwurfes unverändert übernehmen. Als erstes Bundesland dieser Gruppe hat Bremen am 30. März 2007 ein Jugendstrafvollzugsgesetz verabschiedet. Die Entwürfe bzw. verabschiedeten Gesetze der unterschiedlichen Länder beinhalten dabei landesspezifische Besonderheiten. In Baden-Württemberg zum Beispiel ist Jugendstrafvollzug in freien Formen als dritte Vollzugsform neben offenem und geschlossenen Vollzug hinzugekommen und die Nachsorge junger Haftentlassener wird besonders betont.
Eine Gruppe von Fachleuten und Fachorganisationen unter Federführung der Deutschen Vereinigung für Jugendgerichte und Jugendgerichtshilfen (DVJJ) hat im Februar 2007 einen Katalog von „Mindeststandards für den Jugendstrafvollzug“ veröffentlicht, der nach ihrer Auffassung als Maßstab für die Gesetzgebung gelten soll. Keines der in Kraft getretenen Gesetze entspricht in allen Punkten den erwähnten Mindeststandards.

## Einzelne Landesvollzugsgesetze

### Bayern, Hamburg und Niedersachsen
Bayern und Niedersachsen haben ihre Jugendstrafvollzugsgesetze in die Erwachsenenstrafvollzugsgesetze integriert, was von den meisten Fachleuten als unsachgemäß kritisiert wird. Bayern und Hamburg haben zudem auch bei Jugendlichen den Schutz der Allgemeinheit zum primären Ziel des Jugendstrafvollzuges erklärt.

### 9er-Gruppe
Eine Gruppe von neuen Bundesländern hat gemeinsam einen Modellentwurf ausgearbeitet, auf dessen Grundlage (mit geringen Abweichungen) Landesgesetze in Berlin, Brandenburg, Bremen, Mecklenburg-Vorpommern, Rheinland-Pfalz, Saarland, Sachsen-Anhalt, Schleswig-Holstein und Thüringen verabschiedet wurden, die durchweg am 1. Januar 2008 in Kraft getreten sind. Der Vollzug soll hier „gleichermaßen“ dem Ziel dienen, die Gefangenen zu befähigen, künftig in sozialer Verantwortung ein Leben ohne Straftaten zu führen und der Aufgabe, die Allgemeinheit vor weiteren Straftaten zu schützen.
In Rheinland-Pfalz wurde das 2008 eingeführte Jugendstrafvollzugsgesetz fünf Jahre später schon wieder abgeschafft und mit dem Erwachsenenstrafvollzugsgesetz zu einem Landesjustizvollzugsgesetz vom 8. Mai 2013 verschmolzen.

### Hessen
In Hessen wird als „Erziehungsziel“ ein Leben ohne Straftaten, „zugleich“ jedoch der Schutz der Allgemeinheit vor weiteren Straftaten angestrebt. Als besonderes Qualitätsmerkmal ist die obligatorische Einzelunterbringung in Wohngruppen von maximal acht Teilnehmern zu nennen. Entgegen den Wünschen der Wissenschaft wurde der geschlossene Vollzug als Regelvollzug festgelegt. Zur Erreichung der festgelegten Qualitätsstandards sollen auch große Summen im hessischen Haushalt für den Jugendstrafvollzug freigemacht werden.

### Nordrhein-Westfalen
Als einziges Landesgesetz hält das JStVollzG von Nordrhein-Westfalen in seinem § 2 eindeutig an der vom Strafvollzugsgesetz vorgegebenen Priorität des Vollzugsziels Resozialisierung gegenüber der Schutz der Allgemeinheit (die nur sekundär bei der Gestaltung des Vollzuges zu gewährleisten ist) fest.